# Красноусольські мінеральні джерела
Красноусольські мінеральні джерела — гідрологічна пам'ятка природи в Башкортостані, Гафурійський район, Красноусольський (з 1965).
Об'єкт охорони: Унікальні цілющі джерела.
Призначення:
1. Охорона цілющих джерел.
2. Лікувальне використання мінеральних джерел.[2].

Красноусольські мінеральні води розташовані в предгір'ях західних схилів Південного Уралу в долині річки Усолка за 5 км від села Красноусольського Гафурійського району Республіки Башкортостан. Вода джерел, впадаючи в річку Усолку, робить її частково соленою.

## Історія

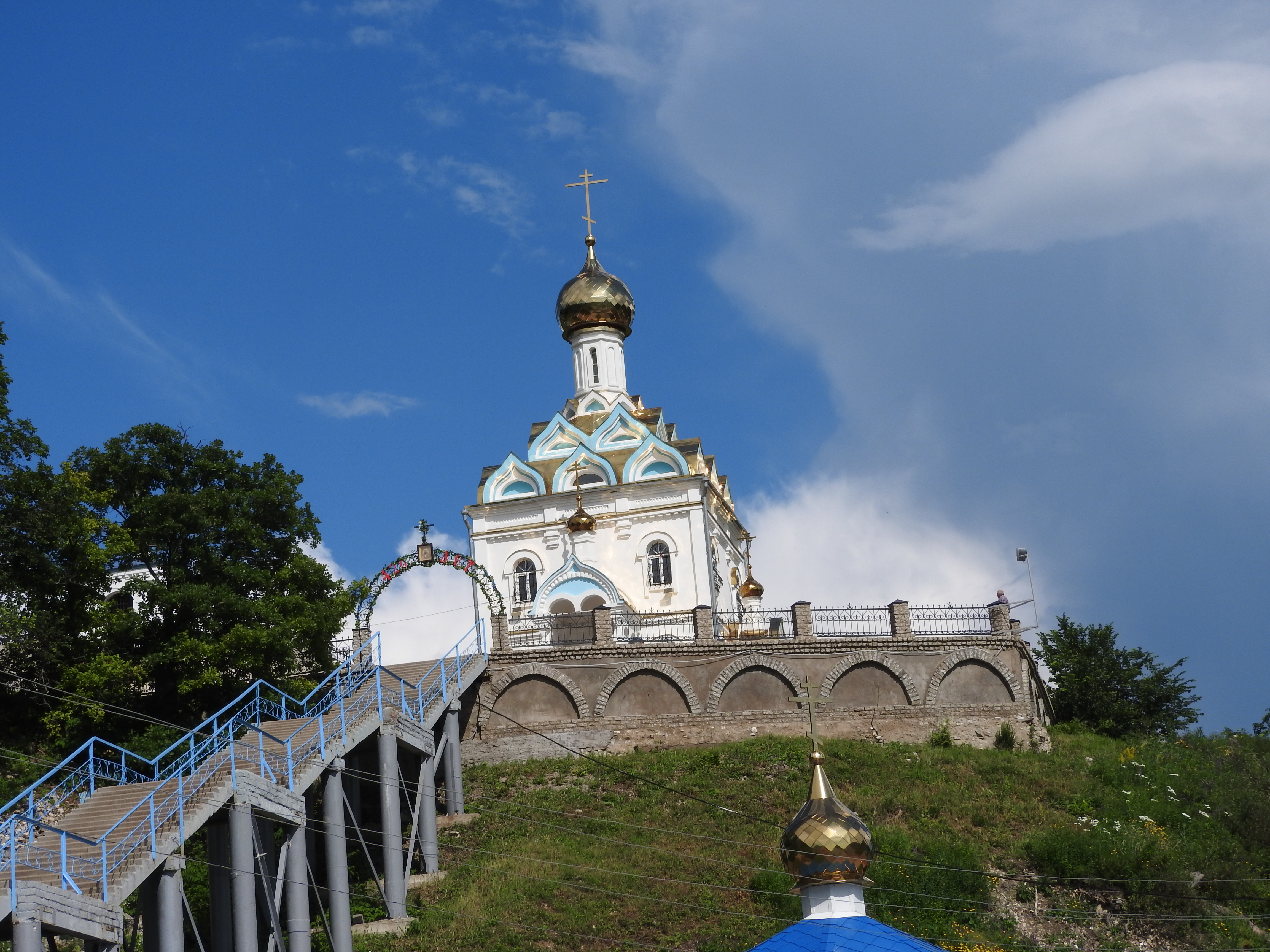
Церква біля мінеральних джерел

Красноусольські мінеральні джерела відомі з 16 століття. За переказами часів Івана Грозного, загін стрільців і козаків, що прибули на стругах по Камі та Білій в Башкирію для закладення Уфимського острога, піднявся вище за течією річки Агиделі (Білої) до гирла річки Усолки. Тут і був закладений острог, отримавший назву Табинського.
У 1924 році Народний Комісаріат озорони здоров'я Башкирської АРСР направив на Красноусольські джерела лікаря Петра Степановича Зотова, двох медсестер та кухаря.  Поруч з джерелами були побудовані дерев'яні будинки для прїжджих хворих. Утворився курорт «Красноусольськ».
Після Другої світової війни курорт використовувався для лікування інвалідов війни. Поруч збудовано дитячий санаторій.
В 90-х роках ХХ століття організовано розлив води Гіркий Ключ, як питної.

## Походження
Красноусольські мінеральні джерела відносяться до висхідних джерел води.
Красноусольські джерела, яких нараховується близько 250, поділяються на 3 групи. 
- Джерела 1-ї групи походять з берегів річки Усолка, складених вапняками карбону;
- Джерела 2-ї групи - з лівого схилу долини річки, складених породами четвертичної системи;
- Джерела 3-ї групи - розташовані на правому березі річки, складеному гіпсами кунгурського яруса.

Води джерел 1-ї і 2 -ї груп піднімаються по тектонічних тріщинах з глибини 500—600 метрів, не змішуючись.

## Характеристики
Вода в джерелах 1-ї та 2-ї груп високомінералізована, з мінералізацією до 77,5 г/л. В джерелі № 11 — середньомінералізована (7,6—13,5 г/л). В джерелі Горький Ключ  - маломінералізована (2,2 г/л).